# Горгозаври
Горгозаврите (Gorgosaurus) (на старогръцки: γοργός σαῦρος – „ужасен гущер“) са род динозаври, обитавали западната част на Северна Америка през късната креда, преди около 76 млн. години. Изкопаемите останки са били открити в канадската провинция Алберта и вероятно в американския щат Монтана. Палеонтолозите разпознават само един вид G. libratus, въпреки че няколко други вида са погрешно включени в рода.
Горгозаврите, подобно на повечето известни тиранозаврови (Tyrannosauridae), са били двукраки хищници с тегло на възрастните индивиди над два тона. Притежавали са десетки големи и остри зъби, докато двата пръста на предните им крайници са били сравнително малки.

## Описание
Горгозаврите са били по-малки от тиранозаврите или тарбозаврите. Възрастните достигали на дължина до 8 – 9 m от муцуната до върха на опашката. Палеонтолозите са изчислили напълно, че теглото на развит възрастен горгозавър е било около 2,5 – 2,8 тона.
В сравнение с размера на тялото, черепът и задните крайници били сравнително големи. Най-големият намерен череп е с дължина 99 cm, а най-голямата бедрена кост – с дължина от 105 cm. За разлика от голямата му глава, неговите предни крайници са били много малки и с по два пръста. Всеки заден крайник е имал по четири пръста, включително първият малък пръст, който не контактувал със земята. Дългата и тежка опашка е служела като противотежест на главата и торса и измествала центъра на тежестта върху бедрата.
Краят на муцуната е бил тъп. Имали са по 26 – 30 горни зъба и от 30 до 34 зъба на долната челюст.